# Culex horridus
Culex horridus är en tvåvingeart som beskrevs av Edwards 1922. Culex horridus ingår i släktet Culex och familjen stickmyggor. Inga underarter finns listade i Catalogue of Life.